# St. Johannes (Schönewerda)

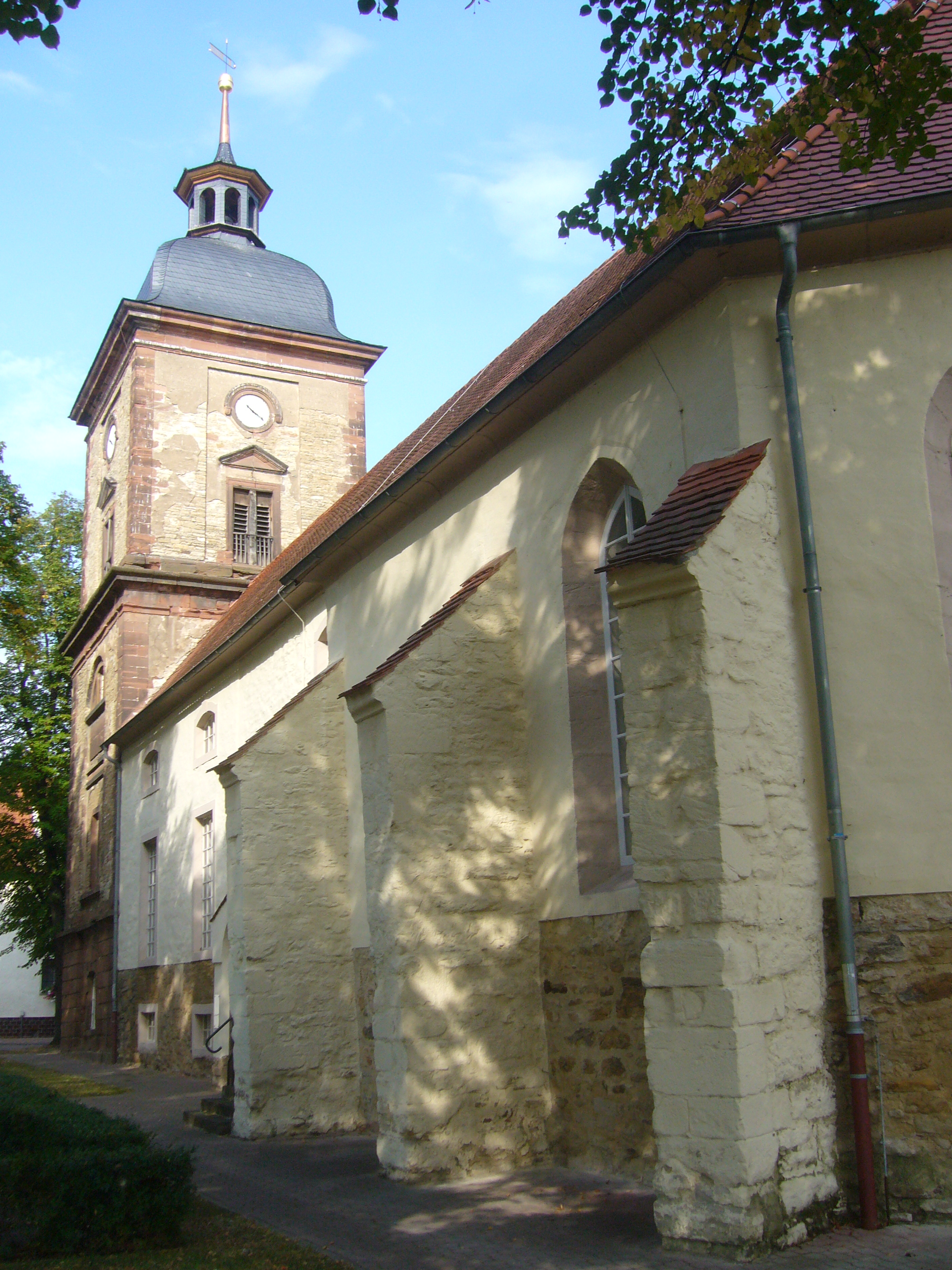
Die Kirche

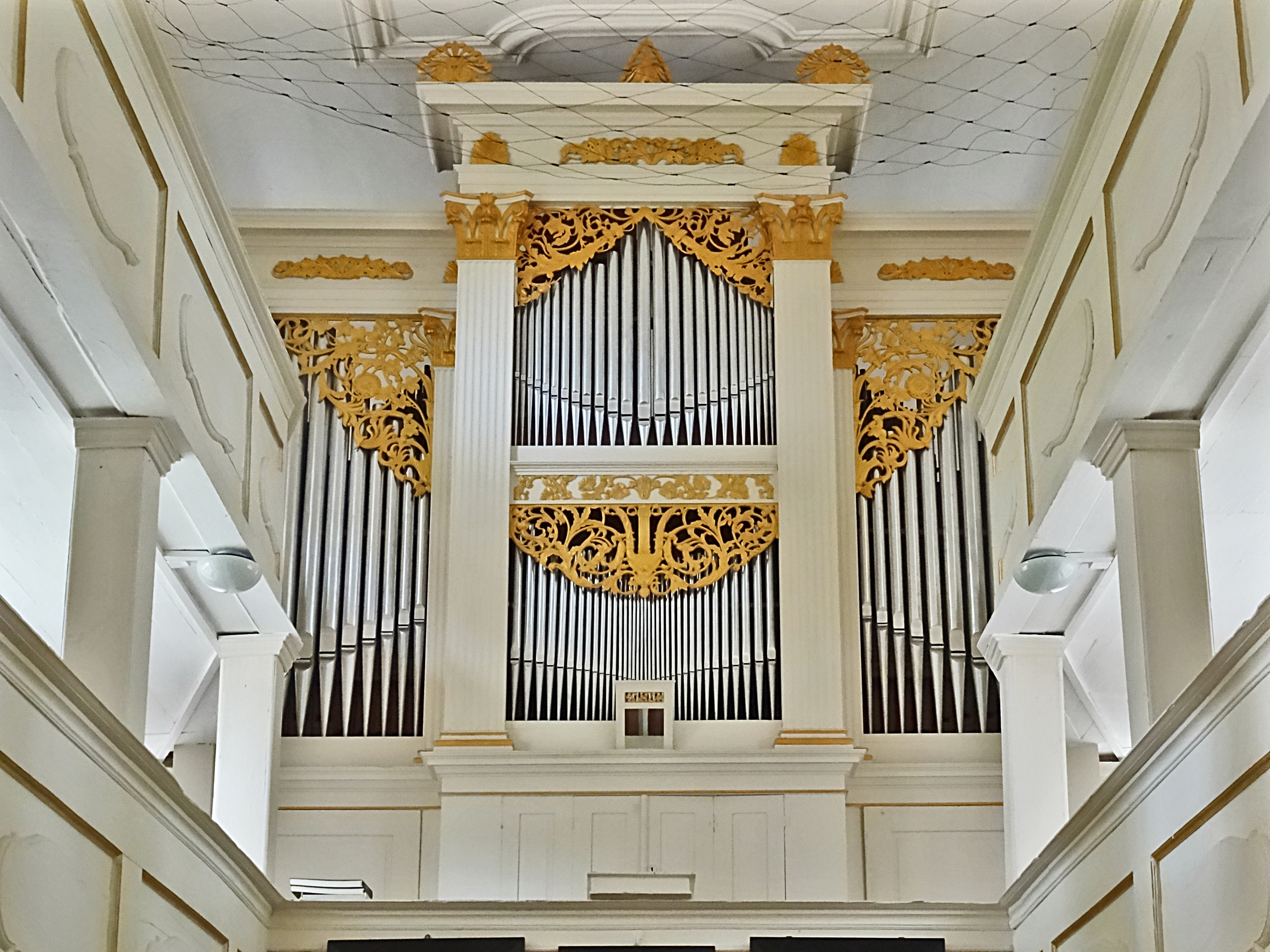
Die Orgel

Die evangelische Dorfkirche St. Johannes steht im Ortsteil Schönewerda der Stadt- und Landgemeinde Roßleben-Wiehe im Kyffhäuserkreis in Thüringen. Sie gehört zum Pfarrbereich Roßleben im Kirchenkreis Eisleben-Sömmerda der Evangelischen Kirche in Mitteldeutschland.

## Geschichte
Die Kirche ist als ältestes Gebäude des Dorfes Kulturdenkmal. Ein gotischer Vorgängerbau aus dem 13. und 14. Jahrhundert wurde im November 1753 Opfer eines Großbrandes, dem das ganze Dorf zu Opfer fiel. Mit dem Bau der heutigen Kirche wurde nach sieben Jahren begonnen. Langhaus und Chor mit spätbarocken Elementen waren nach vier Jahren fertiggestellt. 
Der neue Kirchturm mit einfachen klassizistischen Elementen wurde 1806 bis 1809 errichtet.
In den Zeiten danach wurde das Gotteshaus vernachlässigt. Die Glocken wurden für Kriegszwecke eingeschmolzen; eine davon wurde nach 1945 in Hamburg auf dem Glockenfriedhof wiedergefunden. Die Kirche blieb weiter vernachlässigt, vorgesehene Spenden achtete man kaum.
1991 begann man mit der Instandsetzung der Dächer. 2001 schaltete sich der Förderverein zur Erhaltung der Kirche ein. Nach Beendigung der Sanierungsarbeiten strahlt das Kirchenschiff, aber im Mauerwerk des Turmes sind weitere Schäden zu beseitigen und zu finanzieren, denn der Turm neigt sich etwas.